# 8128 (szám)
A 8128 egy természetes szám, a negyedik tökéletes szám.

## A szám a matematikában
A tízes számrendszerbeli 8128-as a kettes számrendszerben 1111111000000, a nyolcas számrendszerben 17700, a tizenhatos számrendszerben 1FC0 alakban írható fel.
A 8128 páros szám, összetett szám, kanonikus alakban a 26 · 1271 szorzattal, normálalakban a 8,128 · 103 szorzattal írható fel. Tizennégy osztója van a természetes számok halmazán, ezek növekvő sorrendben: 1, 2, 4, 8, 16, 32, 64, 127, 254, 508, 1016, 2032, 4064 és 8128.
Önmagát nem számítva a 8128 osztóinak összege éppen 8128, tehát a szám tökéletes szám. Ez a legnagyobb olyan tökéletes szám, amit az ókori görögök ismertek. A következő (ötödik) tökéletes számot csak a 15. században találta meg Regiomontanus.
Osztóharmonikus szám.
Praktikus szám.
Saját magával együtt összesen három szám valódiosztó-összegeként áll elő.
A 8128 helyen az Euler-függvény helyettesítési értéke 4032, a Möbius-függvényé 0, a Mertens-függvényé 9.